# Atacora
Atacora är en av Benins tolv departement och omfattar ett område i den nordvästra delen av landet. Departementet gränsar till länderna Togo i sydväst och Burkina Faso i nordväst. Den administrativa huvudorten är Natitingou. Befolkningen uppgick till 772 262 invånare vid folkräkningen 2013, på en yta av 20 499 km².

## Administrativ indelning

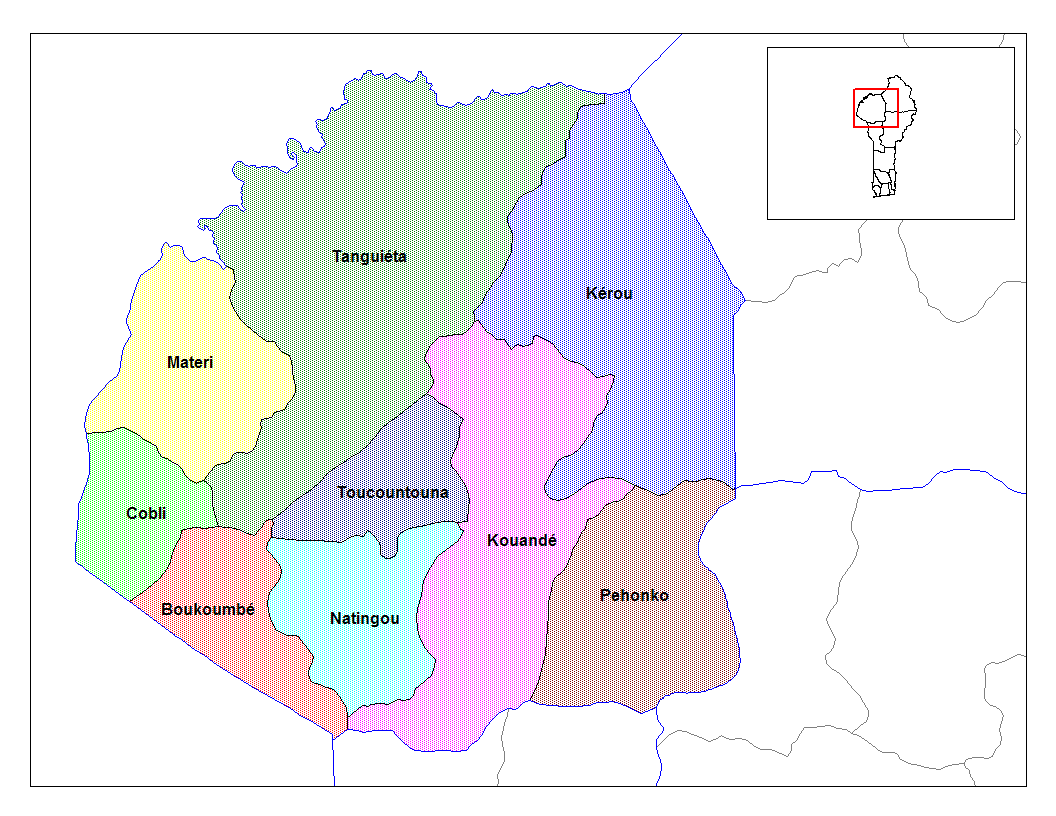
Karta över Atacoras kommuner.

Departementet är indelat i nio kommuner:
- Boukoumbé
- Cobly
- Kérou
- Kouandé
- Matéri
- Natitingou
- Pehonko
- Tanguiéta
- Toucountouna